# Aessosporon dendrophilum
Aessosporon dendrophilum är en svampart som beskrevs av Van der Walt 1973. Aessosporon dendrophilum ingår i släktet Aessosporon och familjen Sporidiobolaceae.   Inga underarter finns listade i Catalogue of Life.